# Samuel ha-Naguid
Samuel ha-Naguid, també conegut com a Samuel ibn Nagrel·la (hebreu: שמואל הלוי בן יוסף הנגיד, Xemuel ha-Leví ben Yossef ha-Naguid‎; àrab: أبو إسحاق إسماعيل بن النغريلة, Abū Iṣḥāq Ismāʿīl ibn Nagrīlla), (Còrdova, 993 - Granada, 1055-56) fou un visir de l'emirat zírida de Gharnata, a més d'un gramàtic, poeta i talmudista judeoandalusí.

## Biografia
De família originària de Mèrida, on son pare Josef fou un destacat mercader, neix a Còrdova, on passa la infantesa i joventut, i allí estudia literatura rabínica amb Hanokh ben Moshe i literatura talmúdica i gramàtica hebrea amb Judà ben David Hayyuj. També estudia altres llengües, com l'àrab, el llatí, l'amazic o l'arameu, fins a dominar-ne set.
La inestabilitat causada per la guerra civil que provocà la caiguda del califat de Còrdova, l'obliga en 1013 a traslladar-se al port de Màlaga, on inicia negocis de drogueria, i segueix estudis sobre el Talmud, les matemàtiques, la filosofia i la retòrica àrab.
Posteriorment es trasllada a Granada, regnant l'emir Habús ibn Maksan, on col·labora amb les oficines del visir Abu-l-Abbàs ibn al-Arafí, i pel seu domini de la cal·ligrafia àrab és nomenat secretari personal del visir, i acaba actuant com a conseller seu. Estant greument malalt Ibn al-Arafí, el recomana a l'emir per a ocupar el seu càrrec, el qual en 1027 el designa visir.
Com a visir d'Habús ibn Maksan, dirigeix la política i la diplomàcia de l'emirat granadí. També, en 1027, essent rabí major, la comunitat jueva de Granada el nomena nāgīd (cap suprem de la comunitat jueva de Granada), des d'on contribuí a millorar la situació dels jeus a l'emirat i a altres zones.
En 1037-38, mort l'emir Habús sense haver designat successor, Samuel ibn Nagrella ofereix el seu suport al fill gran, Badis ibn Habús, el qual finalment ocupa el tron. En 1038 Ibn Nagrella és nomenat cap de l'Armada, i dirigeix batalles navals contra Almeria, Sevilla, Màlaga i Ronda. Es manté com a visir, incrementant el seu poder, fins a la seva mort, l'any 1055-56. El succeeix en el càrrec el seu fill Yosef. Fou reconeguda la seva tasca política, no només per la comunitat jueva sinó també pels musulmans.
Realitzà un gran esforç per propagar la cultura i la ciència, amb l'adquisició i la còpia de llibres. Mantingué contactes amb els més importants erudits del seu temps. I ajudà, entre d'altres, al filòsof i poeta Salomó ibn Gabirol, el qual li dedicà un panegíric.

## Obra
Solament unes poques obres de la seva producció s'han conservat, i en molts casos de forma fragmentària.

### Llei jueva
- Sefer Hilkata’ Gabrewata’ (Llibre de la Gran Llei). Compilació explicativa de l'Halacà a partir del Talmud de Jerusalem i del Talmud de Babilònia.
- Mebō’ ha-Talmūd (Introducció al Talmud). l'obra està dividida en dues parts: La primera conté una llista dels portadors de la tradició, des dels membres de la Gran Assemblea fins Enoch Ben Moses, el seu mestre; la segona, una metodologia del Talmud.[9]
- Tesubot o Responsa. Respostes a problemes sobre la interpretació de la llei. (es conserven dues responsa)

### Religió
- Kitāb fī Tanāquḍ āyāt al-Qur’ān (Llibre sobre les contradiccions de les aleies de l'Alcorà). Obra perduda.
- Kitāb fī r-Radd ʿalà l-Faqīh Abī Muḥammad ibn Ḥazm (Llibre de la refutació a l'alfaquí Abī Muḥammad ibn Ḥazm). Rèplica a la rèplica feta per Ibn Hazm al seu Kitāb fī Tanāquḍ āyāt al-Qur’ān. Obra perduda.

### Gramàtica
- Rasā’il al-rifāq (Les epístoles dels companys). Rèplica al llibre Kitāb al-Mustalḥaq de Jonàs ibn Janah, que completava i corregia l'obra de Hayyuj, mestre seu.[17]
- Kitāb al-Hujja (Llibre de la demostració). Rèplica a la rèplica feta per Ibn Janah al llibre Rasā’il al-rifāq. Obra perduda.[18]
- Kitāb al-Istiḡnā’ (Llibre de l'abundància). Diccionari d'hebreu i arameu amb comentaris gramaticals.

### Poesia
- Ben Mišlē (Fills dels Proverbis). Aforismes, màximes i poemes devocionals. Conservació fragmentària.
- Ben Qōhelet (Fills de l'Eclesiastès). Poesia filosòfica. Conservació fragmentària.
- Ben Tehillīm (Fills dels Salms). Poesia bèl·lica i altres temàtiques.
- Dīwān (Diwan). 1.742 poemes amb una temàtica i una forma influïdes pel model àrab. Conservació fragmentària.[19]